# From Our Own Correspondent
From Our Own Correspondent (w żargonie dziennikarzy BBC FOOC; w dosłownym tłumaczeniu: Od naszego własnego korespondenta) – cykliczna audycja radiowa emitowana nieprzerwanie od 1955 roku na antenach należących do BBC. 

## Formuła
Tradycyjnie FOOC jest programem, w którym - wbrew bardzo rygorystycznym normom obiektywizmu panującym na co dzień w BBC - korespondenci zagraniczni mogą swobodnie wyrażać swoje osobiste odczucia, poglądy i wrażenia. Mogą one dotyczyć zarówno najważniejszych wydarzeń ostatniego czasu, jak i służyć wprowadzeniu słuchaczy w zupełnie nieznane im wcześniej zagadnienia. Korespondenci kończący swój pobyt na placówkach często używają programu jako miejsca do podsumowania ostatnich lat swojej pracy. Z kolei autorzy produkowanych przez BBC dokumentów radiowych i telewizyjnych opowiadają tu o kulisach ich powstawania oraz własnych emocjach, które temu towarzyszyły. Do programu zapraszani są głównie dziennikarze BBC (obecni i byli), ale niekiedy zdarzają się także materiały przygotowane przez pracowników innych mediów, zwłaszcza prasy.
Program realizowany jest w sztywnej formule, zgodnie z którą materiały dziennikarskie mają formę 5-7-minutowych monologów. Każdy półgodzinny odcinek to ok. 5 takich materiałów, opatrzonych krótkimi wstępami prowadzącego. Korespondenci muszą w całości wygłaszać je sami - nie mogą zapraszać na antenę żadnych gości, jeśli chcą kogoś zacytować - po prostu czytają lub przytaczają z pamięci jego słowa. Nie wolno także wykorzystywać żadnych dźwięków poza własnym głosem (ale wolno z tym głosem robić praktycznie wszystko - zdarzali się już dziennikarze nucący piosenki).

## Historia
Ze względu na swój charakter, FOOC bywa miejscem najbardziej osobistych wynurzeń dziennikarzy. Jeden z najsłynniejszych materiałów w dziejach programu nosił tytuł List do Daniela i został przygotowany w 1997 przez Fergala Keana - ostatniego korespondenta BBC pracującego w Hongkongu przed przekazaniem tej brytyjskiej kolonii Chinom. Keane napisał swój monolog w konwencji listu do narodzonego właśnie syna, przy którym czuwał w czasie pisania. Rozlicza się w nim zarówno z własnym trudnym dzieciństwem, jak i dziedzictwem brytyjskiej obecności na Dalekim Wschodzie. Z kolei Justin Webb - ówczesny szef korespondentów BBC w Ameryce Północnej - w 2009 opisywał sytuację służby zdrowia w USA z własnej perspektywy - ale nie dziennikarza, tylko ojca, u którego syna właśnie zdiagnozowano cukrzycę.
Szczególną rolę program odegrał w roku 2007, w czasie przetrzymywania przez porywaczy Alana Johnstona, korespondenta BBC w Strefie Gazy. Opierając się na relacjach osób porwanych wcześniej, dziennikarze BBC zakładali (jak się później okazało, słusznie), że ich kolega może mieć w niewoli dostęp do radia i słuchać ich programów. Dlatego w dniu 45. urodzin porwanego w programie został nadany specjalny materiał To Our Own Correspondent (do naszego własnego korespondenta), w którym jeden z dziennikarzy dodawał Johnstonowi otuchy i składał życzenia urodzinowe. Po uwolnieniu i powrocie do pracy, Johnston został jednym z prowadzących programu.
Przez wiele lat program nie miał stałych prezenterów, a jego prowadzenie było jednym z obowiązków dyżurnych spikerów poszczególnych anten. W 2003 jego stałą prowadzącą została Kate Adie, wcześniej pierwsza w historii kobieta w elitarnym gronie korespondentów wojennych BBC. Od 2008 produkowane są dwie wersje audycji, różniące się nieco spektrum poruszanych tematów. Wersję dla publiczności brytyjskiej wciąż prowadzi Adie, zaś emitującą ją stacją jest BBC Radio 4. Prezenterem wersji międzynarodowej był do niedawna Alan Johnston, który w listopadzie 2011 zrezygnował z pracy w programie w związku z wyjazdem na placówkę korespondencyjną w Rzymie. Obecnie nie ma ona stałego prowadzącego. Wersji tej można słuchać na BBC World Service. FOOC emitowany jest 1-2 razy w tygodniu (w zależności od pory roku - w sezonie program pojawia się częściej, w wakacje rzadziej). Był jedną z pierwszych audycji BBC udostępnionych jako podcast. Obie jego wersję są także dostępne do słuchania on-line na platformie BBC iPlayer.

## Wpływy
Na FOOC wzorowanych jest kilka audycji w publicznych stacjach radiowych w innych państwach, m.in. Foreign Dispatch amerykańskiego NPR, Dispatches kanadyjskiego CBC czy Correspondents Report australijskiego ABC. Programy te opierają się na tej samej koncepcji krótkich materiałów przygotowywanych przez korespondentów zagranicznych, jednak różnią się od oryginału oraz od siebie nawzajem stopniem nacisku na osobiste wrażenia dziennikarza oraz tym, iż nie stosują tak sztywnych reguł formalnych.